# Nöjesparker i Norden
Nöjesparker i Norden har funnits i över 400 år. Dyrehavsbakken i Danmark är världens äldsta nöjespark och invigdes 1583. Gröna Lund, invigd 1883, är Sveriges äldsta nöjespark. Nedan finns en lista över nöjesparker i Norden. Ambulerande tivolin finns inte med.
| Namn                     | Land    | Ort                     | Antal besökare per år | Invigning       | Parktyp     |
| ------------------------ | ------- | ----------------------- | --------------------- | --------------- | ----------- |
| Astrid Lindgrens värld   | Sverige | Vimmerby                | 479 428 (2015)        | 1981            | Temapark    |
| Bonbon-Land              | Danmark | Holme-Olstrup, Själland | 383 000 (2015)        | 16 april 1992   | Nöjespark   |
| Borgbacken               | Finland | Helsingfors             |                       | 27 maj 1950     | Nöjespark   |
| Bø Sommarland            | Norge   | Bø kommun, Telemark     | 129 000 (2013)        | 23 juni 1985    | Sommarland  |
| Djurs Sommerland         | Danmark | Djursland               | 450 538 (2020)        | 1981            | Sommarland  |
| Dyrehavsbakken           | Danmark | Klampenborg             | 750 000 (2020)        | 1583            | Nöjespark   |
| Furuviksparken           | Sverige | Furuvik                 | 384 531 (2024)        | 17 augusti 1900 | Nöjespark   |
| Fårup Sommerland         | Danmark | Fårup                   | 396 474 (2020)        | 1975            | Sommarland  |
| Gröna Lund               | Sverige | Stockholm               | 1 461 087 (2023)      | 1883            | Nöjespark   |
| Halmstad äventyrsland    | Sverige | Halmstad                |                       | 18 juni 1966    | Nöjespark   |
| High Chaparral           | Sverige | Kulltorp                |                       | 1966            | Temapark    |
| Hunderfossen Familiepark | Norge   | Lillehammer             |                       | 1984            | Familjepark |
| Jesperhus                | Danmark | Nykøbing Mors           | 166 240 (2020)        | 1966            | Nöjespark   |
| Kabe sommarland          | Sverige | Jönköping               |                       | 1984            | Sommarland  |
| Kneippbyn                | Sverige | Kneippbyn, Gotland      | 85 000 (2015)         | 1976            | Nöjespark   |
| Kongeparken              | Norge   | Ålgård                  | 254 629 (2014)        | 16 maj 1986     | Nöjespark   |
| Legoland Billund         | Danmark | Billund, Jylland        | 680 000 (2020)        | 7 juni 1968     | Temapark    |
| Leksand Sommarland       | Sverige | Leksand                 | 140 000 (2018)        | 1984            | Sommarland  |
| Liseberg                 | Sverige | Göteborg                | 3 100 000 (2018)      | 8 maj 1923      | Nöjespark   |
| Muminvärlden             | Finland | Nådendal                |                       | 1993            | Temapark    |
| Namsskogan Familiepark   | Norge   | Namsskogans kommun      |                       | 1989            | Familjepark |
| Powerpark                | Finland | Kauhava                 | 400 000               | 1999            | Nöjespark   |
| Santa Claus Village      | Finland | Rovaniemi               |                       | 1985            | Temapark    |
| Skara sommarland         | Sverige | Skara                   | 345 300 (2018)        | 7 maj 1984      | Sommarland  |
| Sommerland Sjælland      | Danmark | Nørre Asmindrup         | 158 943 (2020)        | 15 juni 1985    | Sommarland  |
| Särkänniemi              | Finland | Tammerfors              |                       | 1975            | Nöjespark   |
| Tivoli                   | Danmark | Köpenhamn               | 1 628 000 (2020)      | 15 augusti 1843 | Nöjespark   |
| Tivoli Friheden          | Danmark | Århus                   | 341 153 (2020)        | 2 maj 1958      | Nöjespark   |
| Tomteland                | Sverige | Gesundaberget           |                       | 8 december 1984 | Temapark    |
| Tosselilla sommarland    | Sverige | Tomelilla kommun        |                       | 26 maj 1984     | Sommarland  |
| Tusenfryd                | Norge   | Oslo                    |                       | 11 juni 1988    | Nöjespark   |
| Tykkimäki                | Finland | Kouvola                 |                       | 17 maj 1986     | Nöjespark   |
| Universe                 | Danmark | Als                     | 124 196 (2020)        | 5 maj 2005      | Nöjespark   |

## Fotnoter
1. ↑  Uppskattning.
2. ↑  Uppskattning.
3. ↑  Uppgiften är ungefärlig och enligt nöjesparkens egna uppgifter ligger besökarantalet på mellan 400 000 och 450 000.[31]